# Cubul Rubik

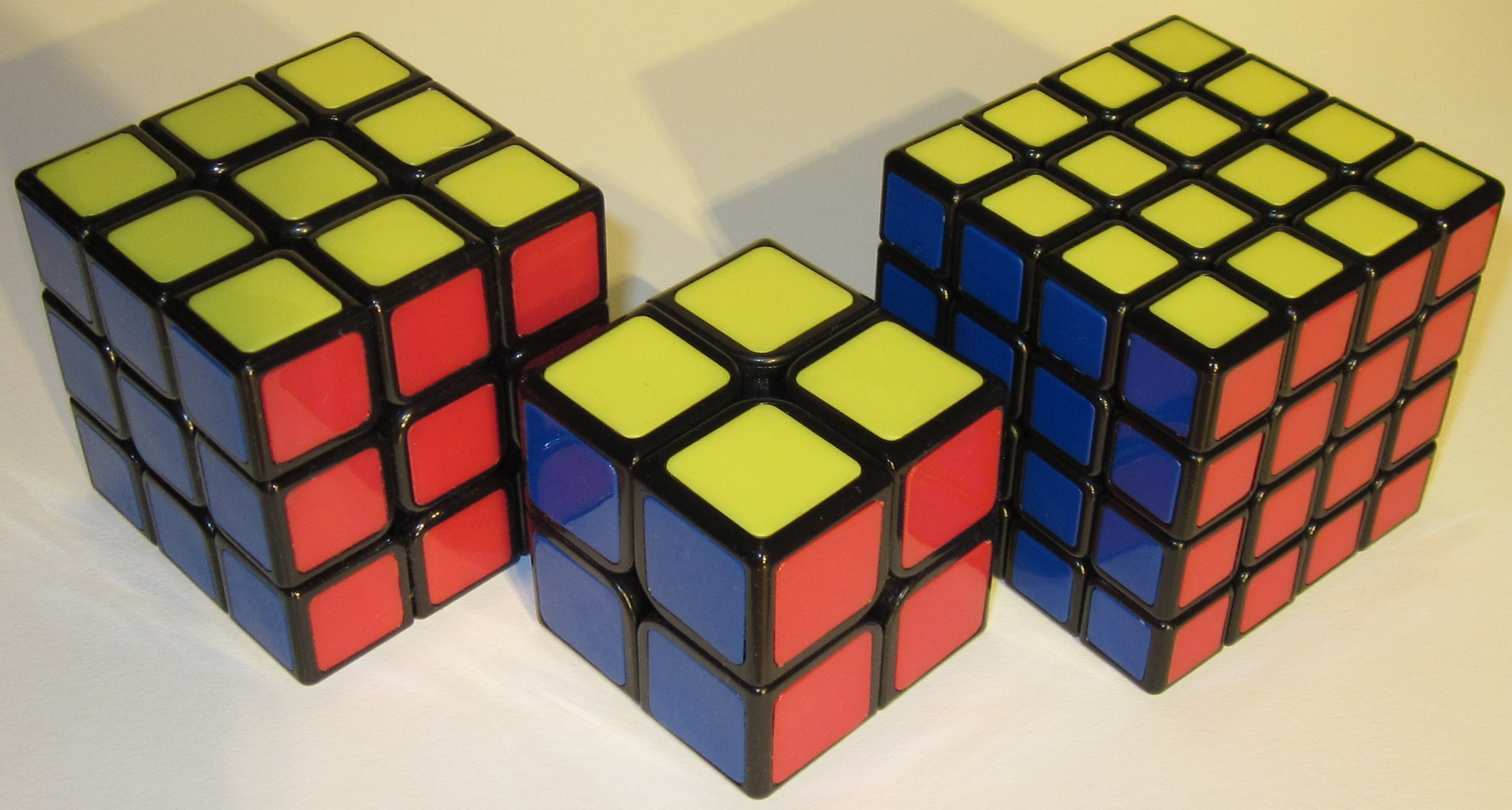
Trei cuburi Rubik de mărimi diferite. Un „mini-cub” (2x2x2) are 8 piese mobile (toate colțuri). Un cub 3x3x3 are 20 de piese mobile (8 colțuri și 12 muchii). Cubul 3x3x3 are de asemenea 6 piese centrale pe fiecare față, care prin construcție sunt însă întotdeauna în aceeași poziție relativ la celelalte piese centrale. Cubul 4x4x4 are 56 de piese mobile (8 colțuri, 24 de muchii și 24 de piese centrale).

Cubul lui Rubik este un joc problemă de tip puzzle inventat în 1974 de către sculptorul și profesorul de arhitectură maghiar Ernő Rubik.
Fiecare dintre cele șase fețe este acoperită cu 9 etichete colorate într-o culoare (tradițional alb, galben, portocaliu, roșu, albastru și verde). Un mecanism de pivoți permite rotirea independentă a fiecărei fețe astfel încât culorile se amestecă. Pentru rezolvarea  jocului problemă, toate fețele trebuie readuse la o singură culoare.
Numit inițial „Cubul Magic” de Ernő Rubik, el a fost redenumit „Cubul lui Rubik” (en. Rubik's cube) de compania Ideal Toys care l-a comercializat din 1980 , când a câștigat premiul „Cel mai bun joc problemă” la Jocul Anului în Germania. Este cea mai popular joc din lume, cu peste 450 de milioane de cuburi vândute până în 2020. Popularitatea jocului a intrat în declin după 1984 până când au apărut  site-uri și comunități dedicate acestui hobby odată cu răspândirea internetului și a fost fondată World Cube Association, care reglementează toate competițiile de acest gen.
Variații includ cuburi cu dimensiuni de la 2x2x2 până la 21x21x21 (cu 21 straturi) și jocuri similare cu alte forme geometrice: tetraedrul, piramida (Pyraminx), octaedrul, dodecaedrul sau icosaedrul.

## Invenția
În martie 1970, Larry Nichols a inventat un joc 2×2×2 numit „Joc cu piese rotative în grupuri” (en. Puzzle with pieces rotatable in groups) și a depus cerere de patentare în Canada. Cubul lui Nichols era susținut de magneți. Nichols a primit patentul U.S. Patent 3655201 la 11 aprilie 1972, cu doi ani înainte de inventarea de către Rubik a variantei îmbunătățite.
La 9 aprilie 1970, Frank Fox a cerut patent pentru al său „3×3×3 sferic”. Și-a primit patentul în Regatul Unit (1344259) la 16 ianuarie 1974.
Erno Rubik a inventat „Cubul Magic” în 1974 și a obținut patentul HU170062 în Ungaria în 1975, dar nu a căutat patente internaționale. Primele prototipuri s-au produs spre sfârșitul lui 1977 și au fost distribuite în magazinele de jucării din Budapesta. Acestea sunt cunoscute ca varianta “Politechnika” și sunt variantele mai valoroase de colecție. Cubul magic era susținut de piese din plastic interconectate, care sunt mai ieftin de produs decât magneții din varianta lui Nichols. A doua generație de cuburi a fost vândută de firma Politoys, în celebrele cutii albastre asemănătoare cu prima variantă, și produse în Budapesta. Se numeau "Bűvös kocka". Aceste variante sunt de asemenea apreciate de colecționari. În septembrie 1979, s-a semnat un acord cu Ideal Toys pentru a aduce Cubul Magic în Occident, iar jocul și-a făcut debutul internațional la târgurile de jucării din Londra, Paris, Nürnberg și New York în ianuarie 1980.

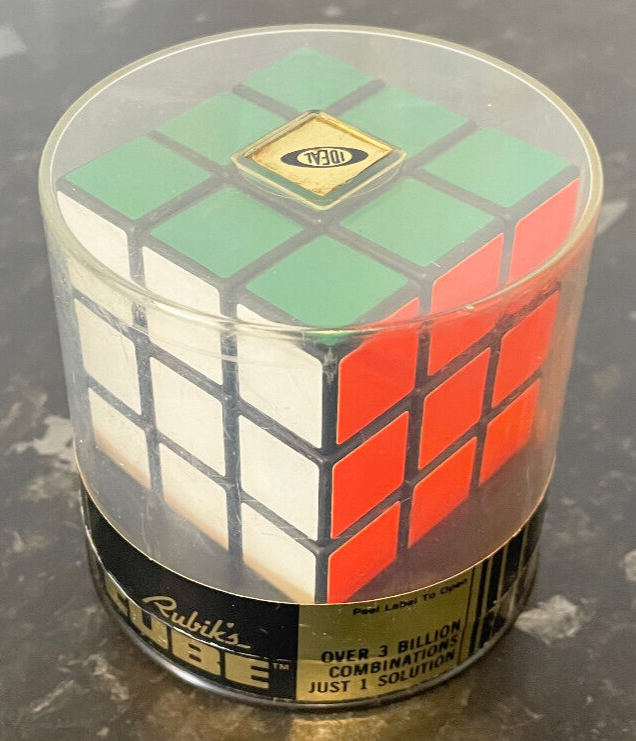
Cubul Rubik original 1980, Fabricat in Ungaria (unele din primele versiuni nu aveau logo pe piesă albă centrală)

După acest debut, avansul cubului către distribuția în masă a fost frânat temporar pentru a putea fi produs după standardele occidentale de siguranță și ambalare. S-a produs un cub mai ușor, iar Ideal Toys a decis să-i schimbe numele. Printre variantele luate în calcul s-au numărat „Nodul gordian” și „Aurul incașilor”, dar în final s-a păstrat numele „Cubul lui Rubik”, și primul lot a fost exportat din Ungaria în mai 1980.
Nichols a acordat patentul său companiei la care lucra, Moleculon Research Corp., care a dat în judecată Ideal Toy Company în 1982. În 1984, Ideal a pierdut procesul de încălcare a patentului și a făcut apel. În 1986, curtea de apel a confirmat decizia că Cubul Rubik de buzunar 2×2×2 încălca patentul lui Nichols, dar a decis că varianta 3×3×3 nu este acoperită de acesta.
Chiar când cererea de patent a lui Rubik era analizată, Terutoshi Ishigi, un inginer autodidact proprietar al unor oțelării de lângă Tokyo, a depus cerere pentru patent în Japonia pentru un mecanism aproape identic și a primit (patentul japonez JP55-008192) în 1976. Până la intrarea în vigoare a legii patentelor amendată în 1999, biroul de invenții din Japonia acorda patente japoneze pentru tehnologii secrete noi la nivel național (abia după 1999 a devenit necesar ca patentele să fie date pe idei în premieră mondială), iar invenția lui Ishigi este acceptată în general ca o reinventare independentă.
Rubik a depus cerere pentru un nou patent în Ungaria la 28 octombrie 1980, și a cerut și altele. În Statele Unite, Rubik a primit patentul U.S. Patent 4378116 la 29 martie 1983.

## Descrierea cubului 3x3x3

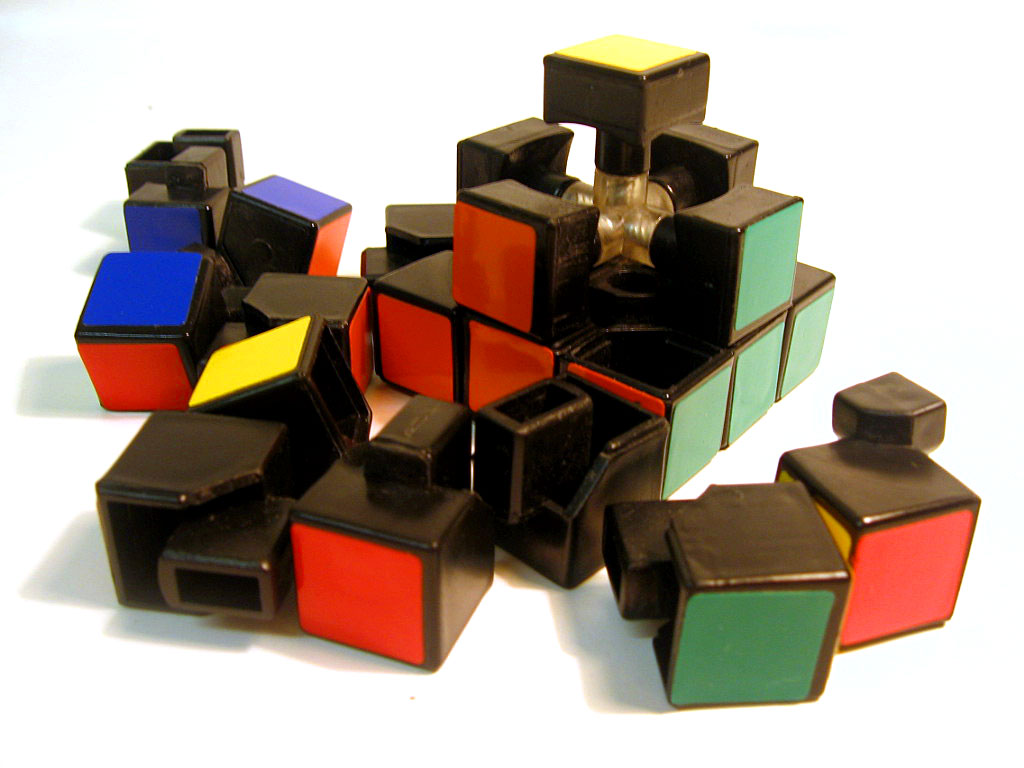
Cub Rubik parțial dezasamblat. Piesele mobile sunt proiectate și asamblate într-un dispozitiv ingenios, care le permite să alunece împreună în straturi fără să se desprindă una de alta.

### Structură
Un cub standard are latura de 5,7 cm. Pătratele centrale de pe fiecare față (sau piesele centrale) sunt fixate de mecanismul central. Ele furnizează structura pe care sunt montate celelalte și în jurul căreia se rotesc. Poziția fețelor colorate nu poate fi modificată, fiind determinată de pozițiile relative ale pătratelor din centru.
Astfel, există 21 de piese: o piesă centrală ce constă din trei axe intersectate ce susțin șase pătrate centrale, permițându-le să se rotească, și 20 de piese de plastic mai mici care se montează pe ea pentru a forma jocul asamblat (12 piese de pe muchii care arată fiecare câte două fețe colorate, și 8 piese de colț care arată câte trei culori).  Poziția relativă a pieselor poate fi modificată prin rotirea unei treimi de cub (un strat) cu 90°, 180° sau 270°.
La majoritatea cuburilor recente, culorile etichetelor sunt: roșu — cu portocaliu pe fața opusă; galben — cu alb pe fața opusă și verde - cu albastru pe fața opusă. Există însă și cuburi cu alte aranjamente de culori; de exemplu, fața galbenă ar putea fi opusă celei verzi, cea albastră opusă celei albe.
Cubul poate fi demontat fără mare dificultate, de regulă prin a roti o parte laterală la 45° și a scoate cubul din colț. Totuși, desprinderea unui cub dintr-un colț este o modalitate prin care se poate rupe o piesă centrală — stricând jocul — este mult mai sigur să se folosească o șurubelniță pentru a proteja mecanismul central. Este un proces foarte simplu să se rezolve cubul prin demontarea lui și reasamblarea într-o poziție rezolvată. 

### Configurații posibile (sau „permutări”)

Schema actuală de culori a unui cub Rubik: albul este opus galbenului, verdele este opus albastrului, roșul este opus portocaliului. De asemenea, albul, verdele și roșul sunt poziționate în sens invers acelor de ceasornic în jurul unui colț.

Primul colț poate fi așezat în {\displaystyle {8\times 3}} moduri (8 poziții de colț disponibile, fiecare cu 3 orientări), al doilea în {\displaystyle {7\times 3}} moduri (numai 7 colțuri au rămas libere, fiecare cu 3 orientări), etc. Ultimul colț poate fi orientat într-un singur fel pentru că orientarea lui este fixată de orientarea celorlalte colțuri. Astfel, în total piesele din colț pot fi aranjate în {\displaystyle 8\times 7\times 6\times 5\times 4\times 3\times 2\times 3^{7}={8!\times 3^{7}}} moduri. 
Similar, muchiile pot fi aranjate în {\displaystyle {12!\times 2^{11}}} moduri (12 poziții disponibile, fiecare cu 2 orientări).  În total sunt 
{\displaystyle {8!\times 3^{7}\times 12!\times 2^{10}}\approx 4,33\times 10^{19}} posibilități în care colturile si muchiile pot fi aranjate  (se împarte la 2 pentru că o permutare impară a colțurilor implică o permutare impară a muchiilor).
Cifra de mai sus se limitează la permutările care pot fi obținute doar prin rotirea fețelor cubului. Numărul este de douăsprezece ori mai mare:
{\displaystyle {8!\times 3^{8}\times 12!\times 2^{12}}\approx 5,19\times 10^{20}.} 
dacă se permite dezasamblarea și reasamblarea cubului, deoarece asta permite mutări care sau rotesc un singur cub de pe colț sau o singură muchie. Astfel, sunt 12 seturi de configurații, numite uneori „universuri” sau „orbite”, în care cubul poate fi plasat prin dezasamblare și reasamblare.
Numărul mare de permutări este adesea dat ca măsură a complexității jocului, dar un joc nu este interesant doar pentru că are un număr mare de permutări. De exemplu, cele 26 de litere ale alfabetului limbii engleze pot fi aranjate într-un șir în 26! = 4.03 × 1026 posibilități, însă sortarea lor în ordine alfabetică când este permisă interschimbarea literelor vecine este un joc foarte simplu. Jocul devine mai interesant atunci când se limitează mutările „permise” (de exemplu, pot fi mutate litere doar în grupuri de trei). La fel și pentru cubul Rubik. Atunci când un cub poate fi dezasamblat și pus în ordine (nici o restricție a felului de mutări), el devine un joc foarte simplu, deși are același număr mare de permutări. Jocul devine interesant atunci când cubul nu este dezasamblat, doar schimbările de piese date de rotația straturilor fiind astfel permise. 

### Orientația pieselor centrale
Cubul Rubik original nu are semne de orientare pe piesele centrale (unele aveau cuvintele „Rubik's Cube” pe pătratul central al feței albe). Rezolvarea lui nu necesită atenție la orientarea acestor piese. Însă diferite rezolvări au piesele centrale rotite diferit. Asta se poate observa prin marcarea cu un marker a pătratelor centrale ale unui cub rezolvat cu patru semne colorate pe fiecare latură, fiecare corespunzătoare culorii feței adiacente (unele cuburi au fost produse cu astfel de marcaje pe toate pătratele centrale). Un test suplimentar este atunci rezolvarea orientării pieselor centrale.
Marcarea cubului Rubik mărește numărul de configurații posibile. Cele 6 piese centrale pot fi orientate în 4 direcții. Pătratele se rotesc în perechi (va exista mereu un număr par de pătrate care mai trebuie rotite cu 90°) și astfel sunt posibile 46/2 = 2,048 configurații suplimentare, date de orientația pătratelor centrale în poziția rezolvată. Numărul total de permutări ale cubului crește astfel la 8.9×1022 .

## O rezolvare pentru începători
Există numeroase metode de a „rezolva” un cub. Metodele sunt descrise cu o notație matematică abstractă, care poate fi greu de urmărit. Scopul acestei secțiuni este de a arăta rezolvarea cubului în două etape, cu două serii de rotații (sau „algoritmi”) și perechile lor (aceleași serii făcute pe partea stângă). O serie este pentru colțuri și o serie este pentru muchii. Ambele serii se coboară un colț de pe fața de sus și îl ridică la loc, urmărindu-se schimbările produse asupra a 3 piese. Un aspect surprinzător este că rezolvarea nu devine mai dificilă spre final.

### Așezarea colțurilor

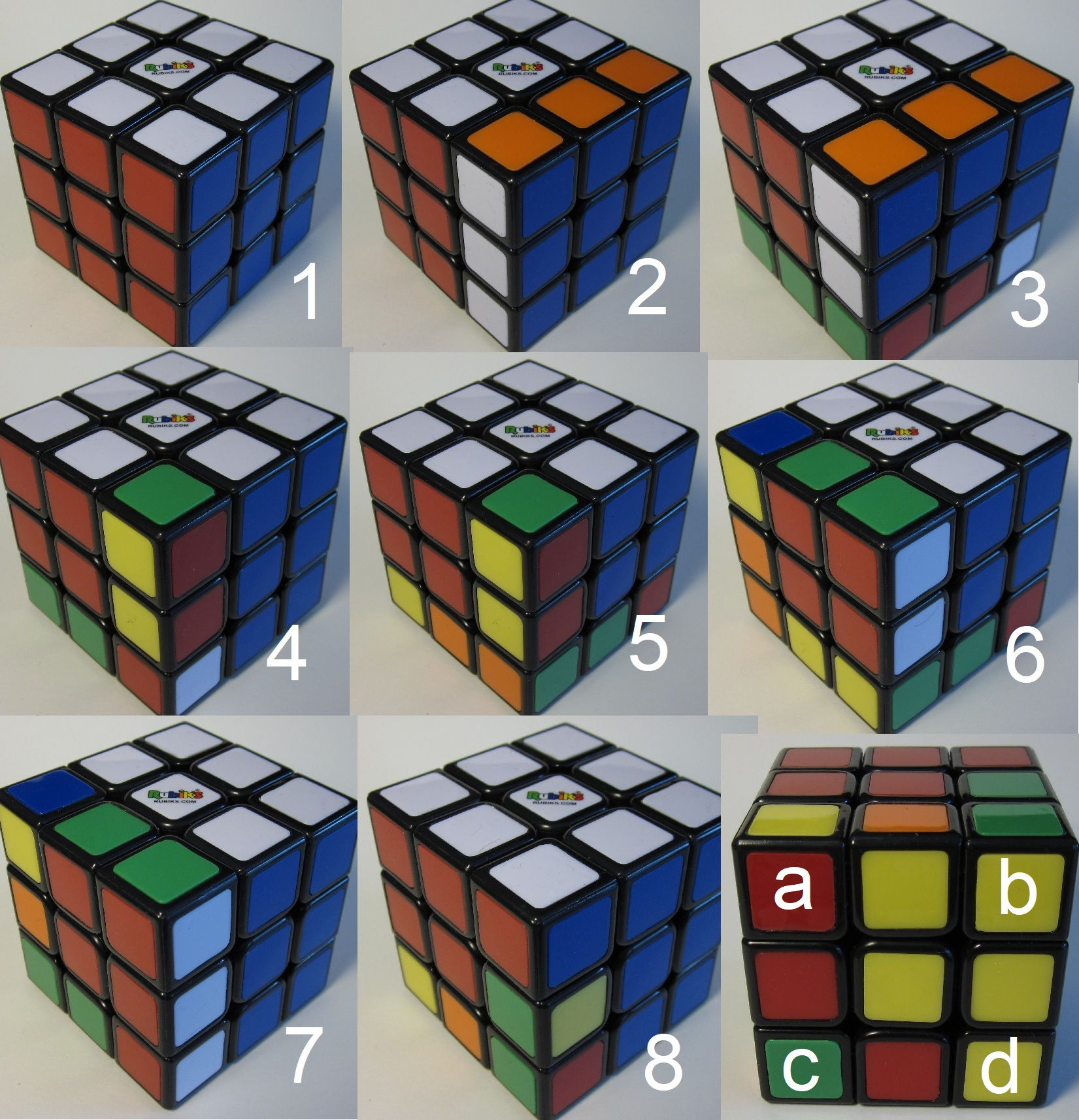
Seria de rotații (sau „algoritmul”) pentru colțuri

Poziția corectă a fiecărui colț este dată de piesele centrale de pe cele trei fețe care formează colțul respectiv (muchiile nu contează în această etapă). 
Seria de rotații pentru colțuri coboară un colț prin față {\displaystyle 1\rightarrow 2\rightarrow 3\rightarrow 4}, îi schimbă poziția relativ la fața de sus {\displaystyle 4\rightarrow 5} și îl ridică la loc prin dreapta {\displaystyle 5\rightarrow 6\rightarrow 7\rightarrow 8}. Ea este arătată pornind de a un cub rezolvat pentru a face mai evidente schimbările produse de fiecare mișcare.
Numai colțurile sunt urmărite în această etapă. Seria nu modifică colțurile de pe fața de sus a cubului. Pe fața de jos, un colț rămâne neschimbat (d), un colț se rotește în sensul acelor de ceasornic (c)  iar celelalte două colțuri (a și b) își schimbă locul, cu unul din ele rotindu-se în sens opus. 
Seria pereche este la fel pe partea stângă, așa cum ar face un stângaci (se coboară un colț pe latura din stânga, rotația {\displaystyle 4\rightarrow 5} este spre stânga, etc.). Schimbările produse de seria pereche sunt similare (colțul c este neschimbat, d se rotește în sens opus acelor de ceasornic, iar a și b își schimbă locurile, cu unul din ele de asemenea rotindu-se). O combinație utilă este combinarea seriei cu seria pereche (a și b rămân aceleași, iar c și d se rotesc în sens opus). 
Cele două serii sunt suficiente pentru a pune întâi 4 colțuri care se învecinează pe o față în poziția și orientația dorită, urmate de celelalte 4 colțuri de pe fața opusă. Partea dificilă nu este executarea corectă a seriei de mișcări care devin automatisme, cât alegerea poziției cubului înainte de a începe o serie de rotații. 
Rezolvarea cubul mic 2x2x2 este completă odată cu așezarea colțurilor, deoarece el nu are muchii. Pentru cubul mare 3x3x3 mai rămân de așezat cele 12 muchii.

### Așezarea muchiilor

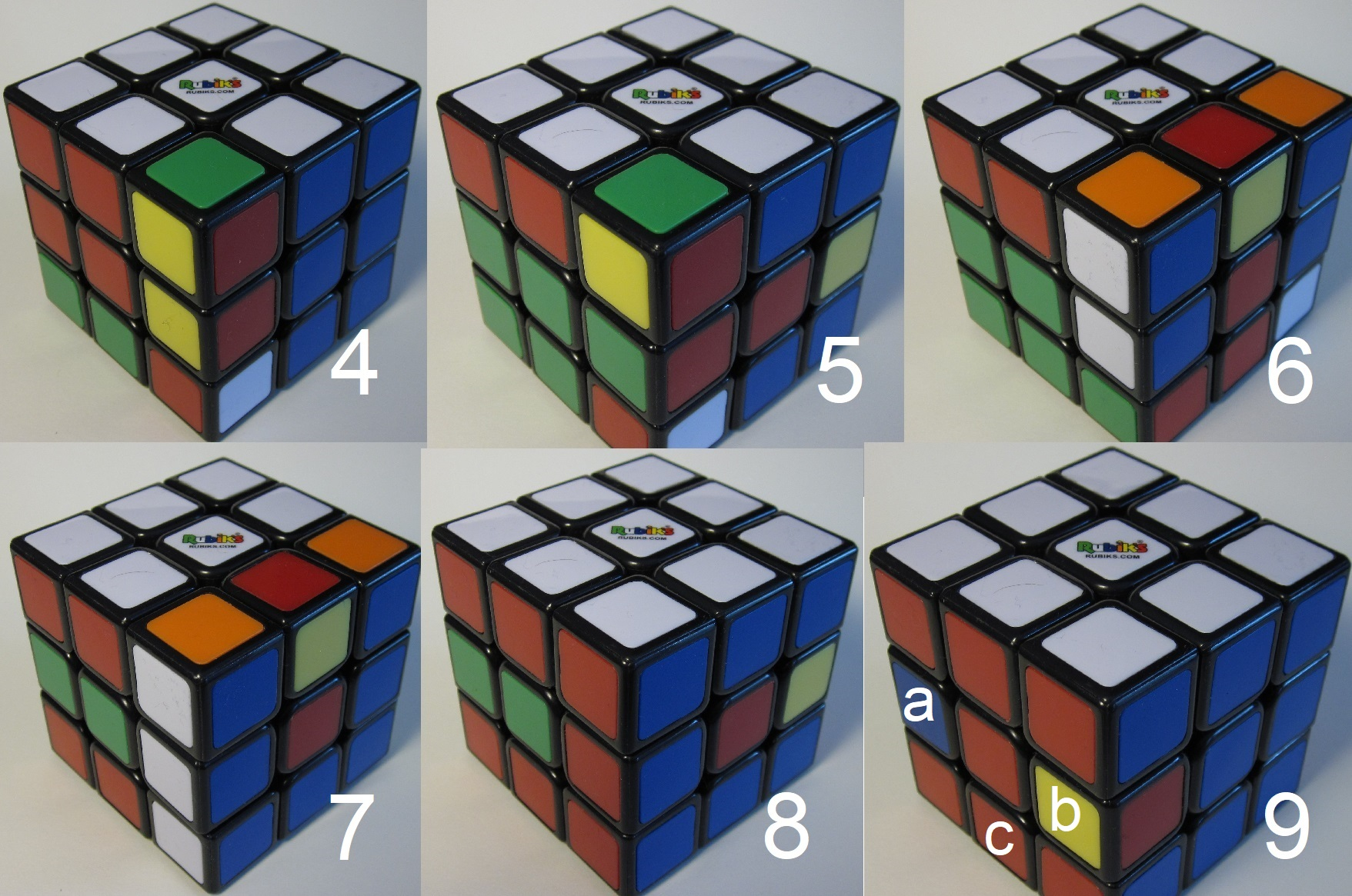
Seria de rotații (sau „algoritmul”) pentru muchii

Seria pentru muchii începe cu aceleași trei rotații {\displaystyle 1\rightarrow 2\rightarrow 3\rightarrow 4}, urmate de o rotație spre dreapta a stratului (sau nivelul, sau brâul) din mijloc ({\displaystyle 4\rightarrow 5}) și trasarea în sens invers a primelor trei rotații ({\displaystyle 5\rightarrow 6\rightarrow 7\rightarrow 8}) (colțul este ridicat prin față, pe unde a coborât, ca și cum ne-am fi răzgândit). La final, stratul de mijloc este rotit la loc spre stânga ({\displaystyle 8\rightarrow 9}). Seria pereche este pe stânga (coborârea colțului stâng, o rotație a stratului din mijloc spre stânga la {\displaystyle 5\rightarrow 6} și spre dreapta la {\displaystyle 8\rightarrow 9}, etc.).
Dacă rotația stratului din mijloc ({\displaystyle 5\rightarrow 6}) nu ar fi fost făcută, seria nu ar fi dus la nici o schimbare, ultimele trei mișcări anulându-le pe primele trei. Cu rotația stratului din mijloc, pozițiile a trei muchii de pe aceeași față (a, b și c) sunt schimbate la completarea seriei, iar două piese sunt de asemenea întoarse (a și b). O proprietate importantă a seriei este că nu schimbă colțurile, care sunt deja așezate corect.  
Seria și perechea ei pe stânga sunt suficiente pentru a pune toate muchiile în poziția și orientarea corectă. Muchiile pot fi așezate în poziția corectă pe straturi: întâi cele 4 muchii de pe stratul de sus (se obține prima față completă), urmate de cele 4 de pe stratul de mijloc, și la sfârșit cele 4 de pe stratul de jos.   
Cel mai repede poate fi completat stratul de sus, introducând muchiile una după alta în poziția dorită. 
Pentru stratul de mijloc cubul este orientat astfel ca fața deja completă să fie în sus, pentru a nu fi afectată de schimbări de piese. 
Pentru a ridica o muchie de pe stratul de jos pe cel de mijloc în poziția dorită, ea trebuie mai întâi pre-poziționată corect prin rotirea stratului de jos. (Stratul de jos poate fi rotit pentru că, deși rotația pune colțurile de jos pe fețe incorecte, ce contează este poziția și orientația relativă a colțurilor, care este deja corectă și nu este schimbată. Colțurile de jos pot fi readuse oricând pe fețele corecte printr-o rotație înapoi a stratului de jos.). Odată ce muchia a fost pre-poziționată pentru ridicarea pe stratul de mijloc, seria pentru muchii sau perechea ei o vor ridica spre dreapta-sus sau spre stânga-sus, respectiv.
După ce două muchii sunt corect așezate pe stratul de mijloc, ele nu vor fi schimbate din nou dacă tot cubul este rotit astfel ca ele să fie pe latura din spate a cubului. Deoarece seria schimbă simultan două muchii de pe stratul de mijloc, ultimele două muchii vor trebui amândouă pre-poziționate corect, ceea ce se poate obține prin mutări preliminare și rotații ale stratului de jos (permise din motivele de mai sus). 
În ultima parte (așezarea celor 4 muchii de pe statul de jos), cubul este rotit cu fața completă în spate, astfel ca schimbările să se producă doar în stratul rămas necompletat. 

## Rezolvarea cubului 4x4x4

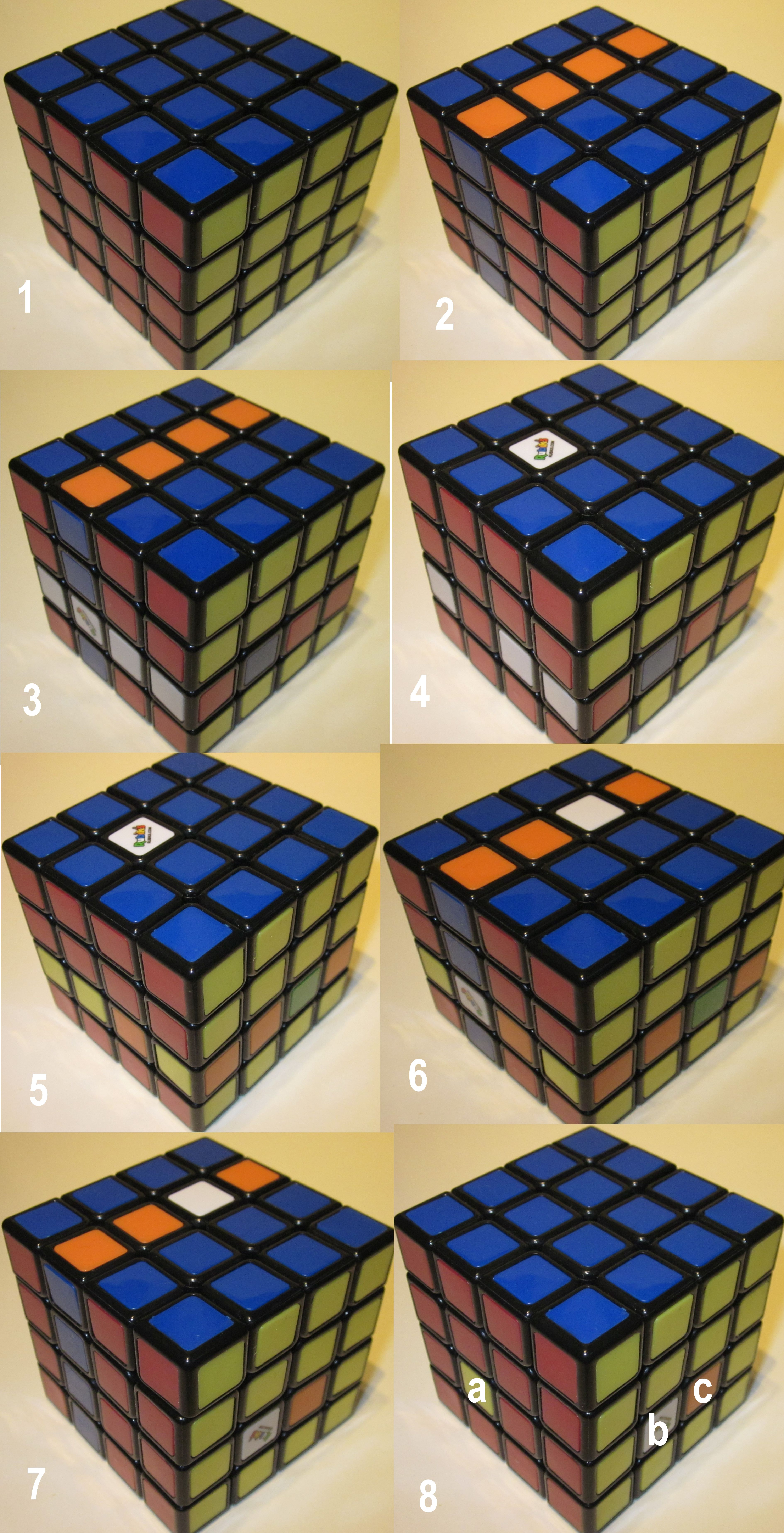
Seria de rotații pentru piesele centrale.

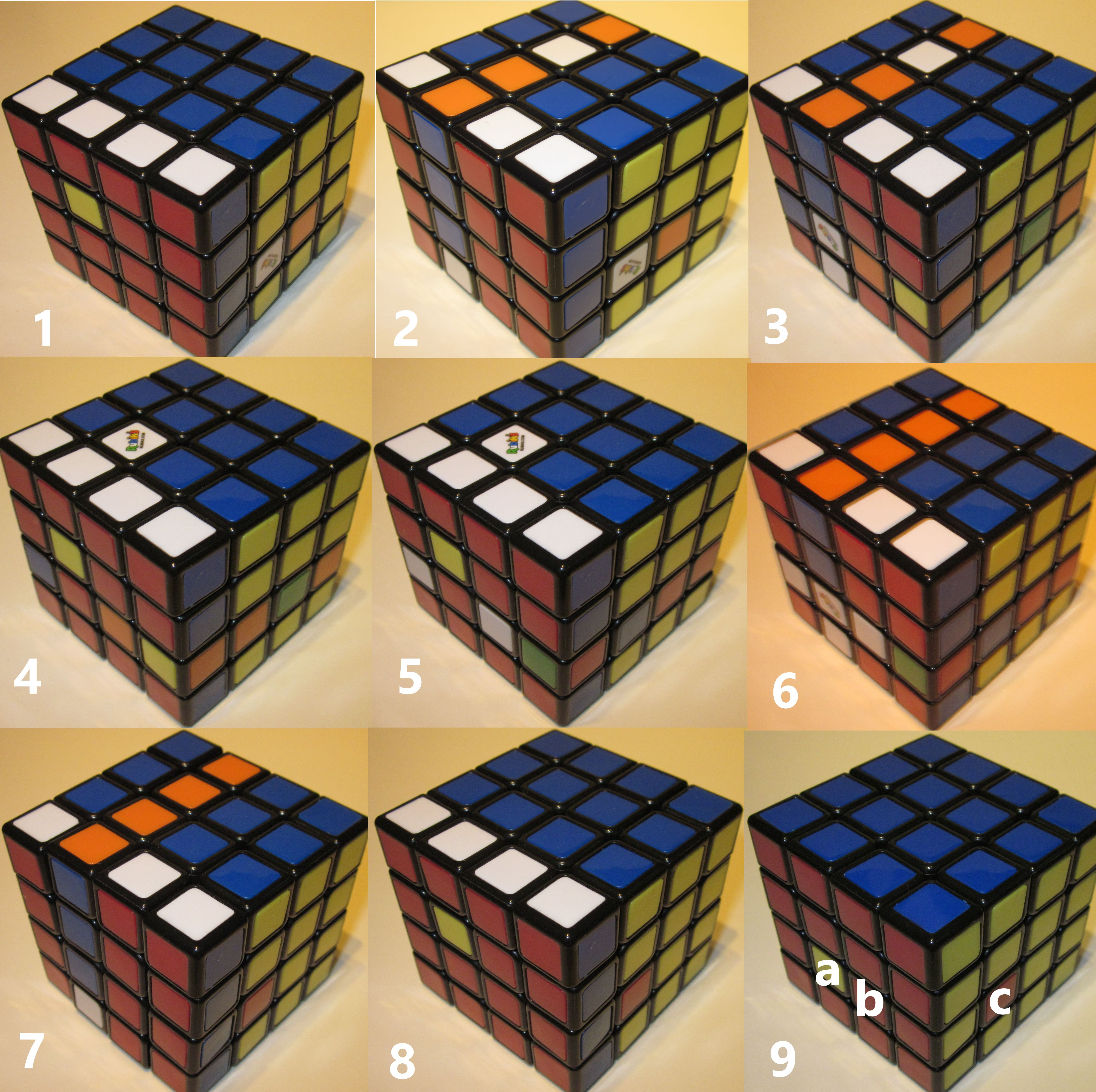
Seria pentru piesele centrale continuată.

### Așezarea colțurilor
Cele 8 colțuri se așează ca la cubul 3x3x3.

### Așezarea muchiilor
Muchiile se așează ca la cubul 3x3x3. Deoarece există două straturi din mijloc, există de asemenea două serii de rotații, câte una pentru fiecare strat. Fiecare serie schimbă trei muchii, poziționate în formă de triunghi. Ultimele muchii pe straturi sau pe fața de jos se așează simultan. 

### Așezarea pieselor centrale
Piesele centrale pot fi așezate în 3 etape. 
În prima etapă sunt așezate cele 8 piese centrale de pe două fețe opuse (care vor deveni fața de sus și fața de jos). Asta se poate face cu o serie scurtă de 3 rotații, care urcă o piesă centrală pe fața de sus sau o coboară pe fața de jos. Seria schimbă 6 piese centrale pe 6 fețe diferite, dar nu schimbă muchii sau colțuri. Prin urmare, orice fețe pot fi rotite pentru pre-poziționarea pieselor centrale înainte de urcare sau coborâre. Ele pot fi urcate pe fața de sus sau coborâte pe fața de jos una câte una. Ultimele două piese (una pentru sus, a doua pentru jos) trebuie pre-poziționate pe fețe opuse și sunt așezate simultan. 
În a doua etapă este completat un strat de pe fețele laterale (8 piese centrale). Seria de rotații pentru piesele centrale coboară o piesă pe fața din dreapta ({\displaystyle 1\rightarrow 2\rightarrow 3\rightarrow 4}), rotește stratul cu 180 de grade ({\displaystyle 4\rightarrow 5}), și urcă piesa la loc de pe fața din stânga ({\displaystyle 6\rightarrow 7\rightarrow 8}). Alte variații sunt posibile (coborâre pe stânga cu urcare de pe dreapta etc.). Seria schimbă 6 piese în același strat (numai trei, notate {\displaystyle a,b,c}, sunt vizibile în imagine), în două triunghiuri separate. Seria nu schimbă colțuri, muchii sau piese centrale care nu sunt pe stratul rotit, și poate fi făcută după rotația oricăror fețe pentru pre-poziționare. Aceasta oferă flexibilitatea ca în poziția intermediară ({\displaystyle 5}), înainte de completare, piese centrale dorite să fie aduse pe stratul care este rotit sau cele nedorite să fie îndepărtate pe al doilea strat .
În ultima etapă este completat al doilea stat (ultimele 8 piese centrale). Schimbarea a 6 piese date de seria de mai sus poate fi dificil de urmărit. Din acest motiv este avantajoasă o combinație care să rezulte în mai puține schimbări. O astfel de combinație se poate obține cu două serii în sensuri opuse (ca și cum ne-am fi răzgândit), dar cu rotația unei fețe după prima serie (pentru a nu reveni la configurația inițială). De exemplu, rotația {\displaystyle 1} (în imaginea seriei continuate) este urmată de seria făcută în sens opus. Aceeași piesă de pe fața de sus este coborâtă pe stânga ({\displaystyle 2\rightarrow 3\rightarrow 4}, seria continuată), stratul este rotit cu 180 de grade ({\displaystyle 5}), piesa este urcată de pe dreapta ({\displaystyle 6\rightarrow 7\rightarrow 8}) și fața este rotită la loc ({\displaystyle 9}). În final, doar 3 piese sunt schimbate (notate {\displaystyle a,b,c} în imaginea cu seria continuată). Astfel, schimbările sunt mai ușor de urmărit, iar piesele centrale de pe ultimul strat pot  fi așezate în pozițiile dorite.

## Rezolvări pentru avansați
Au fost descoperiți independent mai mulți algoritmi de rezolvare a cubului Rubik. Cea mai populară metodă este cea dezvoltată de David Singmaster și publicată în cartea sa Notes on Rubik's "Magic Cube" (Note asupra «Cubului Magic» al lui Rubik) în 1981. Acest algoritm implică rezolvarea cubului nivel cu nivel, în care întâi se rezolvă un nivel, cel de sus, apoi cel median, și în cele din urmă și cel de la bază. Rezolvarea cubului nivel cu nivel poate fi făcută în mai puțin de un minut de o persoană învățată cu algoritmul. Printre alte soluții generale se numără metodele „colțurile întâi” sau combinații de alte câteva metode. Majoritatea tutorialelor expun metoda nivel cu nivel, întrucât ea se pretează la explicarea într-un ghid pas cu pas.

### Notarea mișcărilor

Cub Rubik în mijlocul unei rotații.

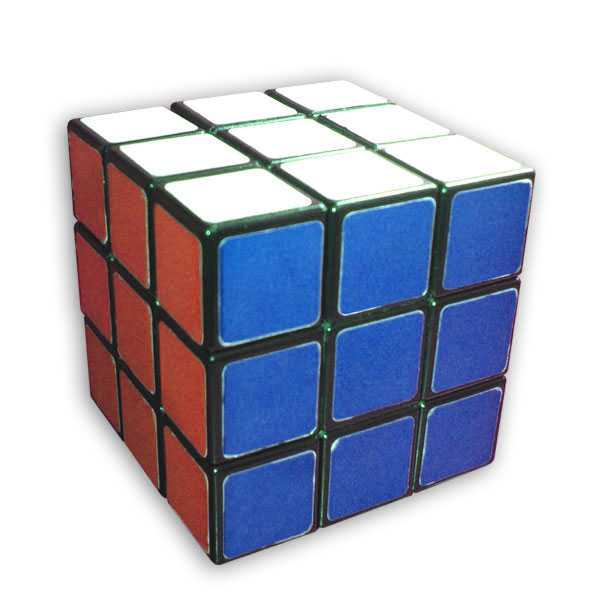
Cub Rubik rezolvat.

Notațiile conform regulamentului oficial sunt următoarele:
- F (Front, Față): partea cu fața spre rezolvitor
- B (Back, Spate): partea opusă feței
- U (Up, Sus): partea de deasupra feței
- D (Down, Jos): fața opusă celei de sus
- L (Left, Stânga): fața aflată la stânga celei din față
- R (Right, Dreapta): fața aflată la dreapta celei din față
- Fw (Front two layers, două niveluri în față): nivelul din față și nivelul median corespunzător
- Bw (Back two layers, două niveluri în spate): nivelul din spate și nivelul median corespunzător
- Uw (Up two layers, două niveluri de sus) : nivelul de sus și nivelul median corespunzător
- Dw (Down two layers, două niveluri de jos) : nivelul de jos și nivelul median corespunzător
- Lw (Left two layers, două niveluri din stânga) : nivelul din stânga și nivelul median corespunzător
- Rw (Right two layers, două niveluri din dreapta) : nivelul din dreapta și nivelul median corespunzător
- x (rotație): rotația întregului cub analog mișcării R
- y (rotație): rotația întregului cub analog mișcării U
- z (rotație): rotația întregului cub analog mișcării F

O literă înseamnă rotația cu 90 de grade în sensul acelor de ceasornic, iar o literă urmată de un ' înseamnă o rotație cu 90 de grade în sens invers. O literă urmată de un 2 înseamnă rotația feței cu 180 de grade. Astfel R înseamnă fața din dreapta rotită în sens orar, dar R' înseamnă fața din dreapta rotită în sens trigonometric.

### Algoritmi
În jargonul pasionaților, o secvență de mutări memorată și care are un anumit efect asupra cubului se numește algoritm. Această terminologie derivă din utilizarea termenului de algoritm din matematică, cu semnificația de listă bine definită de instrucțiuni pentru realizarea unui scop, pornind dintr-o stare inițială și trecând prin stări succesive bine definite, până la o stare finală dorită. Diferitele metode de rezolvare a cubului Rubik folosesc fiecare câte un set al său de algoritmi, împreună cu descrieri ale efectelor pe care le au, și cu situațiile în care pot fi folosite pentru a duce cubul la o stare mai apropiată de rezolvare.
Majoritatea algoritmilor sunt gândiți pentru a transforma doar o mică parte din cub, fără a avea impact asupra altor părți care ar fi putut fi deja rezolvate, astfel încât să poată fi aplicate repetat în părți diferite ale cubului până când întregul cub este rezolvat. De exemplu, există algoritmi cunoscuți pentru ciclarea a trei colțuri fără schimbarea restului cubului, sau pentru a schimba orientarea unei perechi de muchii, lăsându-le pe celelalte intacte.
Unii algoritmi au un anumit efect dorit asupra cubului (de exemplu, interschimbarea a două colțuri) dar altele ar putea avea și efectul secundar de a schimba alte părți ale cubului (cum ar fi permutarea unor muchii). Există unii algoritmi care adesea sunt mai simpli decât cei fără efecte secundare, și sunt folosiți la începutul soluționării cubului când mare parte din joc nu a fost rezolvat, iar efectele secundare nu sunt importante. Spre sfârșitul soluției, în schimb, sunt folosiți algoritmii mai specifici (și de obicei mai complicați), pentru a preveni stricarea unor părți ale jocului care au fost deja rezolvate.

### Soluții pentru rezolvarea în viteză
Există unele soluții gândite cu scopul de a face rezolvarea cubului Rubik cât mai rapidă cu putință.
Cea mai cunoscută soluție rapidă a fost dezvoltată de Jessica Fridrich. Este o metodă nivel-cu-nivel foarte eficientă și care necesită un număr mare de algoritmi, mai ales pentru orientare și pentru permutarea ultimului nivel. Colțurile primului nivel și cel de-al doilea nivel sunt rezolvate simultan, fiecare colț împreună cu o piesă de pe o muchie a nivelului al doilea.
O altă metodă foarte răspândită a fost dezvoltată de Lars Petrus. În această metodă, se rezolvă întâi o secțiune 2×2×2, extinsă apoi la 2×2×3, și apoi muchiile incorecte sunt rezolvate cu ajutorul unui algoritm de trei mișcări, care elimină nevoia unui posibil algoritm de 32 de mișcări ce ar putea să fie necesar mai târziu. Unul dintre avantajele acestei metode este acela că ea tinde să dea soluțiile după mai puține mișcări. Din acest motiv, metoda lui Petrus este foarte des folosită în concursurile în care se urmărește atingerea unui număr minim de mutări.
Soluțiile elementare necesită învățarea a doar patru sau cinci algoritmi, dar sunt în general ineficiente, rezolvarea întregului cub necesitând în medie aproximativ 100 de rotații. Prin comparație cu acestea, metoda avansată a lui Fridrich necesită învățarea a aproximativ 120 de algoritmi dar permite rezolvarea cubului în medie în doar 55 de mutări. Un alt fel de soluție dezvoltată de Ryan Heise nu utilizează algoritmi, ci mai degrabă se bazează pe un set de principii de bază ce pot fi utilizate pentru a rezolva cubul în mai puțin de 40 de mișcări. „Soluția definitivă” (engleză ultimate solution) a lui Philip Marshall este o variație a metodei lui Fridrich, având doar 65 de rotații în medie, dar necesitând memorarea a doar doi algoritmi.

### Căutarea soluțiilor optime
Metodele manuale de soluționare descrise mai sus sunt gândite pentru a fi ușor de învățat, dar s-au depus eforturi mari pentru a găsi soluții și mai rapide pentru cubul Rubik.
În 1982, David Singmaster și Alexander Frey au emis ipoteza că numărul de mișcări necesar pentru a rezolva un cub Rubik, în condițiile unui algoritm ideal, ar putea fi cu puțin mai mare de 20. În 2007, Daniel Kunkle și Gene Cooperman au utilizat metode de căutare pe calculator pentru a demonstra că orice configurație de cub Rubik 3×3×3 poate fi rezolvată în maxim 26 de mutări 

redusă ulterior la 25 de mutări 

În 2008, Tomas Rokicki a coborât maximul la 22 de mutări.

Încercările de a reduce limita maximă pentru soluții optime continuă.